# Urbain Audibert
Urbain Audibert (27 de febrero de 1789-22 de julio de 1846) fue un botánico horticultor francés. Era aborigen de Tarascón. Realizó contribuciones a la descripción científica de algunas especies vegetales.
Su padre, que poseía en su propiedad un importante vivero, famoso en el país, había comprendido por sus frecuentes contactos con los clientes de la necesidad de traer nuevas e imponentes especies.

## Honores
Caballero de la Legión de Honor, miembro de varias sociedades científicas

### Eponimia
Género
- (Lamiaceae) Audibertia Benth.[3]

- (Lamiaceae) Audibertiella Briq.[4]

Especies
- (Asphodelaceae) Asphodelus audibertii Req. ex Schult.f.[5]

- (Asteraceae) Balsamita audibertii Req.[6]

- (Asteraceae) Chrysanthemum audibertii (DC.) P.Fourn.[7]

- (Asteraceae) Tanacetum audibertii DC.[8]

- La abreviatura «Audib.» se emplea para indicar a Urbain Audibert como autoridad en la descripción y clasificación científica de los vegetales.[9]